# The Fabulous Johnny Cash
The Fabulous Johnny Cash – trzecia płyta muzyka country Johnny’ego Casha. Została wydana w styczniu 1959 przez wytwórnię Columbia Records po odejściu Casha z Sun Records. Album został ponownie wydany w 2002. Drugie wydanie zawiera 6 dodatkowych piosenek.

## Lista utworów
| 1.  | "Run Softly, Blue River" (Cash)                                | 2:22  |
|     |                                                                |       |
| 2.  | "Frankie's Man Johnny" (Cash)                                  | 2:15  |
|     |                                                                |       |
| 3.  | "That's All Over" (Jim Glaser)                                 | 1:52  |
|     |                                                                |       |
| 4.  | "The Troubadour" (Cindy Walker)                                | 2:15  |
|     |                                                                |       |
| 5.  | "One More Ride" (Bob Nolan)                                    | 1:59  |
|     |                                                                |       |
| 6.  | "That's Enough" (Dorothy Coates)                               | 2:41  |
|     |                                                                |       |
| 7.  | "I Still Miss Someone" (Johnny Cash, Roy Cash)                 | 2:34  |
|     |                                                                |       |
| 8.  | "Don't Take Your Guns to Town" (Cash)                          | 3:03  |
|     |                                                                |       |
| 9.  | "I'd Rather Die Young" (Harry Smith, Billy Vaughn, Randy Wood) | 2:29  |
|     |                                                                |       |
| 10. | "Pickin' Time" (Cash)                                          | 1:58  |
|     |                                                                |       |
| 11. | "Shepherd of My Heart" (Jenny Lou Carson)                      | 2:10  |
|     |                                                                |       |
| 12. | "Suppertime" (Ira Stanphill)                                   | 2:50  |
|     |                                                                |       |
|     |                                                                | 28:28 |
|     |                                                                |       |

### Bonusowe piosenki
| 1. | "Oh, What a Dream" (Cash)                          | 2:08  |
|    |                                                    |       |
| 2. | "Mama's Baby" (Cash)                               | 2:22  |
|    |                                                    |       |
| 3. | "Fool's Hall of Fame" (Jerry Freeman, Danny Wolfe) | 2:10  |
|    |                                                    |       |
| 4. | "I'll Remember You" (Cash)                         | 2:07  |
|    |                                                    |       |
| 5. | "Cold Shoulder" (Helene Hudgins)                   | 1:55  |
|    |                                                    |       |
| 6. | "Walking the Blues" (Cash, Robert Lunn)            | 2:12  |
|    |                                                    |       |
|    |                                                    | 12:54 |
|    |                                                    |       |

## Twórcy
- Johnny Cash - gitara, główny wykonawca, wokal
- Al Casey - gitara
- Luther Perkins - gitara
- Don Helms - gitara (stalowa)
- Marshall Grant - gitara basowa
- The Jordanaires - wokal wspierający
- Marvin Hughes - pianino
- Buddy Harman - bębny
- Morris Palmer - bębny

Dodatkowi twórcy
- Al Quaglieri - producent
- Don Law - producent
- Billy Altman - zapis nutowy
- Don Hunstein - fotografika
- Howard Fritzson - kierownictwo artystyczne
- Hal Adams - okładka
- Seth Foster
- Mark Wilder
- Stacey Boyle
- Kay Smith
- Matt Kelly
- Geoff Gillette
- Steven Berkowitz
- Darren Salmieri
- Patti Matheny
- Nick Shaffran

## Notowania na listach muzycznych
Album – Billboard (Ameryka Północna)
| Rok  | Kategoria  | Pozycja |
| ---- | ---------- | ------- |
| 1958 | Albumy pop | 19      |

Single – Billboard (Ameryka Północna)
| Rok  | Singel                         | Kategoria      | Pozycja |
| ---- | ------------------------------ | -------------- | ------- |
| 1959 | "Don't Take Your Guns to Town" | Single country | 1       |
| 1959 | "Don't Take Your Guns to Town" | Single pop     | 32      |
| 1959 | "Frankie's Man, Johnny"        | Single country | 9       |
| 1959 | "Frankie's Man, Johnny"        | Single pop     | 57      |